# Нотація Гельмгольца

Нота «до» в різних октавах, позначена за системою Гельмгольца

Нотація Гельмгольца — система музичної нотації, яку запропонував німецький математик Герман Гельмгольц у роботі Die Lehre von den Tonempfindungen als physiologische Grundlage für die Theorie der Musik (1863). Ця нотація заснована на комбінації способу запису назви ноти — з великої або маленької букви, числі штрихів поруч із назвою ноти — від одного до п'яти (замість штрихів також використаються арабські цифри) і місця постановки штрихів — знизу або зверху. Нотація Гельмгольца може бути застосована як зі складовою системою найменування звуків, так і з буквеною. В сучасній практиці замість штрихів поруч з назвою ноти зазвичай записують відповідне їх кількості число.